# Досије Косово
Досије Косово је српска играно-документарна мини-серија коју је створила Слађана Зарић за РТС 1. Производе је Министарство унутрашњих послова и Радио-телевизија Србије. Бави се хронологијом дешавања и судбинама цивила и припадника снага безбедности на Kосову и Метохији током и након рата на Косову и Метохији.
Прва епизода, Досије Косово ’98, премијерно је приказана 15. марта 2022. у Југословенској кинотеци, а 24. марта на РТС-у 1 на годишњицу НАТО бомбардовања Југославије. Друга епизода, Досије Косово — Рачак, приказана је 21. априла 2022. на РТС-у 1. Трећа епизода, Досије Косово — Жута кућа, приказана је 23. марта 2023. на РТС-у 1, односно 24. марта у Палати Србије. Четврта епизода, Досије Косово — Погром, премијерно је приказана 17. марта 2024. на РТС-у 1 на годишњицу мартовског погрома 2004.

## Радња

### Досије Косово ’98
Досије Косово ’98 доноси потресна сведочења жртава и реконструкцију тих трагичних догађаја у Ретимљу, Оптеруши и Ораховцу јула 1998. године. Прати хронологију дешавања на Косову и Метохији у периоду од априла до септембра 1998. године када су се и по оцени Хашког трибунала дешавали оружани сукоби између терориста Ослободилачке војске Косова (ОВК) и снага безбедности тадашње СР Југославије.
Ауторка Слађана Зарић додала је да су у првој епизоди приче које до сада нису испричане о животу Срба на Косову и Метохији 1998. године када су биле отмице на путевима, а упади у српско село у Метохији били скоро свакодневница. Истакла је да је током 1998. године убијено око 400 припадника српске националности, цивила, припадника полиције и војске, да је око 200 људи отето и да је ово прича о њима.

### Досије Косово — Рачак
Досије Косово — Рачак доноси одговоре на многа питања о најконтроверзнијем догађају у новијој српској историји — случају Рачак. Приказане су и ексклузивне фотографије припадника јединице ОВК у Рачку које демантују тезу да су у Рачку убијени, како се говорило, „недужни цивили”. Говоре и форензичари и адвокати који су учествовали у процесу суђења Слободану Милошевићу у Хашком трибуналу.
Рачак је био прва тачка оптужнице, једини догађај за који се теретио бивши председник Југославије а који се догодио пре почетка бомбардовања 1999. године. Крајњи епилог суђења у Хагу је да за Рачак нико није осуђен. Слободан Милошевић је преминуо, судија је у процесу против Шаиновића, Милутиновића и осталих одустао од Рачка. У оптужници против генерала полиције Властимира Ђорђевића нема Рачка, у његовој пресуди догађај у Рачку се наводи само у хронологији дешавања на Косову и Метохији а не као оптужујући догађај који је подложан доказивању.

### Досије Косово — Жута кућа
Досије Косово — Жута кућа прати питање која је била судбина несталих Срба, како је, пред очима скоро 50.000 војника КФОР-а, ОВК могао да киднапује и убије више од 1.000 људи, као и каква је била атмосфера на Косову и Метохији након што су српске снаге после потписивања војно-техничког споразума у Куманову напустиле Косово и Метохију.
Темељи се на извештају Дика Мартија, који је усвојен на Парламентарној скупштини Савета Европе, као и на документу УНМИК-а из 2003. године који садржи изјаве сведока и бивших припадника ОВК који су учествовали у транспортима заробљених Срба и осталих неалбанаца са Косова и Метохије на територију Албаније. Према документу УНМИК-а, око 300 киднапованих Срба премештено је из логора са Косова и Метохије у импровизоване затворе у Албанији. Заробљени Срби транспортовани су комбијима, хладњачама а некада чак и вођени пешке у Албанију где су им потом вађени органи ради трговине.

### Досије Косово — Погром
Досије Косово — Погром доноси причу о дешавањима на Косову и Метохији 17. марта 2004. године, када је осам Срба убијено на кућном прагу, око 4 000 људи трајно расељено, 900 кућа и станова разорено, 35 цркава и манастира Српске православне цркве оштећено и уништено, међу којима је 19 споменика културе првога реда. У дивљању и терору који су се на Косову и Метохији одвијали 17. и 18. марта, укупно је повређено 954-ро људи, 170 Срба је тада имало теже повреде. Повређен је током тих догађаја и 61 припадник КФОР-а и 65 међународних полицајаца. Због свог обима и начина спровођења етничког чишћења српског и осталог неалбанског становништва, овај догађај носи назив мартовски погром.
Ауторка Слађана Зарић изјавила је: „Чини ми се да смо претходних година највише причали о томе како су спаљене и уништене цркве, али када сам почела да истражујем схватила сам да је ширина тог терора била много већа. Мислим да је то један од трагичнијих дана у новијој српској историји”. Према њеним речима, тог дана је етнички очишћено шест градова и девет села, а бројни међународни аналитичари упоређују тај дан са Кристалном ноћи.

## Улоге

### Досије Косово ’98
| Глумац              |
| ------------------- |
| Јован Живковић      |
| Никола Стојковић    |
| Стефан Ђорђевић     |
| Сања Крстовић       |
| Данило Петровић     |
| Милош Паовић        |
| Весна Јосиповић     |
| Ивана Недовић       |
| Јасминка Хоџић      |
| Мариана Аранђеловић |
| Јован Петровић      |
| Марко Цупић         |

### Досије Косово — Рачак
| Глумац              |
| ------------------- |
| Игор Дамњановић     |
| Страхиња Бичанин    |
| Микица Петронијевић |

### Досије Косово — Жута кућа
| Глумац                    |
| ------------------------- |
| Златан Видовић            |
| Страхиња Бичанин          |
| Предраг Васић             |
| Немања Јовановић          |
| Дејан Максимовић          |
| Бранислав Љубичић         |
| Горан Шмакић              |
| Момчило Мурић             |
| Јанко Радишић             |
| Никола Пенезић            |
| Душан Радојичић           |
| Никола Поповић            |
| Слободан Љубичић          |
| Вања Ковачевић            |
| Тијана Караичић Радојичић |
| Даница Љубичић            |
| Биљана Здравковић         |
| Марко Мутавџић            |
| Ратомир Јовановић         |
| Марија Маричић            |
| Анђела Церовић            |
| Мирко Марковић            |
| Петар Миљуш               |
| Бојан Стојчетовић         |
| Небојша Ђорђевић          |
| Сандра Дамјановић         |
| Ненад Доганџић            |